# Fiavé
Fiavé är en ort och kommun i provinsen Trento i regionen Trentino-Sydtyrolen i Italien. Kommunen hade 1 103 invånare (2018).